# Toyota Red Terriers
I Toyota Red Terriers (トヨタレッドテリアーズ?, Toyota Reddo Teriāzu) sono una squadra di softball femminile giapponese con sede a Toyota, Aichi. Sono membri della West Division della Japan Diamond Softball League (JD.League).

## Storia
I Red Terriers furono fondati nel 1948 come squadra di softball della Toyota.
La Japan Diamond Softball League (JD.League) fu fondata nel 2022, e i Red Terriers si unirono alla nuova lega come membri della West Division.

## Roster attuale
Aggiornato all'aprile 2022.
| Ruolo         | N.         | Nome             | Età        | Altezza             | Batte      | Lancia     | Note                                      |
| Giocatrici    | Giocatrici | Giocatrici       | Giocatrici | Giocatrici          | Giocatrici | Giocatrici | Giocatrici                                |
| ------------- | ---------- | ---------------- | ---------- | ------------------- | ---------- | ---------- | ----------------------------------------- |
| Lanciatrici   | 14         | Monica Abbott    | 39 anni    | 190 cm (6 ft 3 in)  | Sinistro   | Sinistro   | Giocatrice ai Giochi Olimpici 2008 e 2020 |
| Lanciatrici   | 18         | Miu Goto         | 24 anni    | 173 cm (5 ft 8 in)  | Sinistro   | Sinistro   | Giocatrice ai Giochi Olimpici 2020        |
| Lanciatrici   | 19         | Mei Matoba       | 21 anni    | 169 cm (5 ft 7 in)  | Sinistro   | Destro     |                                           |
| Lanciatrici   | 27         | Sayuki Ishido    | 21 anni    | 170 cm (5 ft 7 in)  | Sinistro   | Destro     |                                           |
| Lanciatrici   | 39         | Sakura Miwa      | 26 anni    | 179 cm (5 ft 10 in) | Destro     | Destro     |                                           |
| Ricevitrici   | 2          | Nanako Fujiie    | 27 anni    | 163 cm (5 ft 4 in)  | Destro     | Destro     |                                           |
| Ricevitrici   | 20         | Yume Kiriishi    | 25 anni    | 172 cm (5 ft 8 in)  | Destro     | Destro     |                                           |
| Ricevitrici   | 25         | Yuzuki Yamada    | 25 anni    | 165 cm (5 ft 5 in)  | Sinistro   | Destro     |                                           |
| Interne       | 1          | Kyoko Ishikawa   | 28 anni    | 158 cm (5 ft 2 in)  | Sinistro   | Destro     |                                           |
| Interne       | 3          | Eri Shimoyama    | 26 anni    | 166 cm (5 ft 5 in)  | Destro     | Destro     |                                           |
| Interne       | 6          | Misaki Takahashi | 24 anni    | 164 cm (5 ft 5 in)  | Sinistro   | Destro     |                                           |
| Interne       | 8          | Moa Sawada       | 25 anni    | 166 cm (5 ft 5 in)  | Sinistro   | Destro     |                                           |
| Interne       | 10         | Yuki Kamata      | 29 anni    | 162 cm (5 ft 4 in)  | Sinistro   | Destro     |                                           |
| Interne       | 13         | Miku Goto        | 21 anni    | 167 cm (5 ft 6 in)  | Destro     | Destro     |                                           |
| Interne       | 16         | Nana Iha         | 25 anni    | 158 cm (5 ft 2 in)  | Sinistro   | Destro     |                                           |
| Interne       | 24         | Shiori Kameda    | 26 anni    | 160 cm (5 ft 3 in)  | Sinistro   | Destro     |                                           |
| Esterne       | 7          | Haruka Hasebe    | 27 anni    | 157 cm (5 ft 2 in)  | Sinistro   | Destro     |                                           |
| Esterne       | 11         | Erika Ishino     | 28 anni    | 170 cm (5 ft 7 in)  | Sinistro   | Destro     |                                           |
| Esterne       | 17         | Mana Morioka     | 22 anni    | 164 cm (5 ft 5 in)  | Sinistro   | Destro     |                                           |
| Esterne       | 21         | Akane Ariyoshi   | 29 anni    | 167 cm (5 ft 6 in)  | Sinistro   | Destro     |                                           |
| Esterne       | 48         | Bubba Nickles    | 27 anni    | 172 cm (5 ft 8 in)  | Destro     | Destro     | Giocatrice ai Giochi Olimpici 2020        |
| Staff tecnico |            |                  |            |                     |            |            |                                           |
| Manager       | 30         | Sachiko Baba     | 49 anni    | -                   | -          | -          |                                           |
| Coach         | 31         | Haruna Sakamoto  | 38 anni    | -                   | -          | -          |                                           |
| Coach         | 32         | Asako Mabuchi    | 39 anni    | -                   | -          | -          |                                           |
| Coach         | -          | Natasha Watley   | 43 anni    | -                   | -          | -          |                                           |
| Coach         | -          | Haruki Koiwa     | 32 anni    | -                   | -          | -          |                                           |

### Esplicative
1. ↑  Nel 1968, 1969 e 1971, si tennero il torneo primaverile (P) e il torneo autunnale (A).

### Bibliografiche
1. ↑  Profile JD.League
2. ↑  Toyota leadoffman.info
3. ↑  Softball: Rebranded 16-team Japan Diamond League to open season on 28 March WBSC
4. ↑  Players & Staff Official website